# 女子超級籃球聯賽
女子超級籃球聯賽（英語：Women's Super Basketball League）是台灣女子半職業籃球聯賽，成立於2004年，目前有國泰人壽、台元纺织、中華電信與台湾電力四支球隊組成，為現今台灣女子籃球最高級別的聯賽。

## 簡介
- 成立於2004年，由國泰人壽、台元纺织、中華電信、台湾電力4隊組成，佛光大學、艾柏斯先後於2009年、2010年加入聯賽，之後又陸續離開。
- 為配合國際賽事，以至於每一季的開打時間皆不固定。
- 由於台灣對女籃關注力較男籃弱，導致沒有固定的轉播單位，也不是每一季都有轉播。
- 由於對岸中国女子篮球联赛（WCBA）放寬球員資格，目前已經有多达12位台將確定將西進挑戰，籃協替WSBL找專屬行銷團隊。

## 重大事件年表
- 2004年，WSBL成立。
- 2009年，佛光大學加入聯賽。
- 2010年，國泰人壽女子籃球隊退出聯盟，賽季只有4隊比賽。
- 2010年，艾柏斯正式投入WSBL，資深裁判馮同璋擔任經理，李鴻棋掛技術顧問一職，北教大教練蔡博隆接掌兵符，球隊陣容除了已確定的姜憶蓮與何珊珊外，文祺也繳交了意願書。艾柏斯女籃在當年11月初對外公布完整名單。
- 2010年，中華民國籃球協會秘書長黃朝和今天表示，WSBL將於明年1月10日在台北市立體育館展開。除了台元纺织、國泰人寿、台湾電力、中華電信與佛光大學外，今年成立的艾柏斯首度報名參賽，共有6支球隊參加。本季所有賽程都在台北市跟新北市。每隊規劃20場例行賽，例行賽的1、2名直接爭總冠軍，3、4名則爭季軍，總冠軍戰跟季軍戰都是3戰2勝制。
- 2011年，WSBL原訂3月20日起將在臺北體育館展開後續賽事，因場館檔期安排因素，本季後續賽事將自3月21日起全部移往新莊體育館進行；三戰二勝制決賽則更改至4月11日至14日進行。原訂3月30日將舉辦國泰人壽女籃老將錢薇娟的引退活動亦順延至3月31日。
- 2011年，艾柏斯結束和北教大的合作，僅成軍一年即走入歷史。至於不是北教大學生的球員則取得自由球員身分，可以到其他球隊。
- 2011年，佛光大學因為傷兵導致球員不足，暫時退出女子超級籃球聯賽，而顏嘉萱、陽詩慧等幾位陣中好手下季將借將給中华電信隊。
- 2011年，效力於台元纺织女籃的國手劉君儀宣布退休；而姜鳳君新賽季將重新披上國泰人寿球衣。
- 2018年，「籃球精靈」文祺和「小南」徐千惠確定新賽季將重新披上中华電信，中華電信女籃與台灣師大女籃延續合作，雙方簽署合作發展契約，電信女籃與台師大女籃、南山高中女籃3合1模式宣告正式成立。9月台灣女籃掀起西進潮，繼黃利英加盟河南後，今年在中華電信打得火熱的劉希曄和林仙芳將一起前往WCBA陝西天澤女籃。陝西天澤女籃在WCBA是相當新的隊伍，2017-2018才由資格賽出線，陝西女籃和中國CUBA清華大學合作，球員平均年齡僅21歲。劉希曄和林仙芳的加入可提升陝西女籃的經驗值。
- 2020年3月17日，籃協宣布第15季WSBL開放UBA公開女一級前6名隊伍加入，可惜於27日報名截止無大專球隊報名。

## 女子超級籃球聯賽季後賽
- 賽制：
  - 第一季（2005年）至第十一季（2015年）和第十三季（2017年）至第十七季（2021年）採例行賽的第一、二名直接爭總冠軍，第三、四名則爭季軍，總冠軍戰跟季軍戰都是三戰二勝制。
  - 第十二季（2016年）新增三戰二勝制的交叉準決賽，由例行賽第一名對決第四名、第二名出戰第三名，決賽依舊採取三戰二勝制。
  - 第十八季（2023年）起，由年度第二、三名隊伍，採三戰二勝制的挑戰賽；再由獲勝隊伍與年度第一名進行五戰三勝制的總冠軍戰[1]。

## 歷年排名
| 賽季     | 冠軍                                                             | 亞軍           | 季軍     | 殿軍     |                | 例行賽名次 | 例行賽名次 | 例行賽名次 | 例行賽名次 | 例行賽名次 | 例行賽名次        | 備註 |
| 賽季     | 冠軍                                                             | 亞軍           | 季軍     | 殿軍     | 第一名         | 第二名     | 第三名     | 第四名     | 第五名     | 第六名     |                   | 備註 |
| 第一季   | 國泰人壽 (1)(2)(3)(4)                                            | 台元紡織       | 中華電信 | 台灣電力 | 國泰人壽       | 台元紡織   | 中華電信   | 台灣電力   | 不適用     | 不適用     |                   |      |
| 第二季   | 國泰人壽 (1)(2)(3)(4)                                            | 台元紡織       | 中華電信 | 台灣電力 | 國泰人壽       | 台元紡織   | 中華電信   | 台灣電力   | 不適用     | 不適用     |                   |      |
| 第三季   | 國泰人壽 (1)(2)(3)(4)                                            | 中華電信       | 台元紡織 | 台灣電力 | 國泰人壽       | 中華電信   | 台元紡織   | 台灣電力   | 不適用     | 不適用     |                   |      |
| 第四季   | 國泰人壽 (1)(2)(3)(4)                                            | 中華電信       | 台元紡織 | 台灣電力 | 國泰人壽       | 中華電信   | 台元紡織   | 台灣電力   | 佛光大學   | 不適用     | [ 註 1 ]          |      |
| 第五季   | 台元紡織                                                         | 中華電信       | 台灣電力 | 佛光大學 | 台元紡織       | 中華電信   | 台灣電力   | 佛光大學   | 不適用     | 不適用     | [ 註 2 ]          |      |
| 第六季   | 國泰人壽 (5)(6)(7)(8)(9)(10)(11)(12)(13)(14)(15)(16)(17)(18)(19) | 台元紡織       | 台灣電力 | 中華電信 | 國泰人壽       | 台元紡織   | 台灣電力   | 中華電信   | 艾柏斯     | 佛光大學   |                   |      |
| 第七季   | 國泰人壽 (5)(6)(7)(8)(9)(10)(11)(12)(13)(14)(15)(16)(17)(18)(19) | 中華電信       | 台元紡織 | 台灣電力 | 國泰人壽       | 中華電信   | 台灣電力   | 台元紡織   | 不適用     | 不適用     | [ 註 3 ] [ 註 4 ] |      |
| 第八季   | 國泰人壽 (5)(6)(7)(8)(9)(10)(11)(12)(13)(14)(15)(16)(17)(18)(19) | 中華電信       | 台元紡織 | 台灣電力 | 國泰人壽       | 中華電信   | 台灣電力   | 台元紡織   | 不適用     | 不適用     |                   |      |
| 第九季   | 國泰人壽 (5)(6)(7)(8)(9)(10)(11)(12)(13)(14)(15)(16)(17)(18)(19) | 中華電信       | 台元紡織 | 台灣電力 | 國泰人壽       | 中華電信   | 台元紡織   | 台灣電力   | 不適用     | 不適用     |                   |      |
| 第十季   | 國泰人壽 (5)(6)(7)(8)(9)(10)(11)(12)(13)(14)(15)(16)(17)(18)(19) | 台元紡織       | 中華電信 | 台灣電力 | 國泰人壽       | 台元紡織   | 中華電信   | 台灣電力   | 不適用     | 不適用     |                   |      |
| 第十一季 | 國泰人壽 (5)(6)(7)(8)(9)(10)(11)(12)(13)(14)(15)(16)(17)(18)(19) | 台元紡織       | 中華電信 | 台灣電力 | 國泰人壽       | 台元紡織   | 中華電信   | 台灣電力   | 不適用     | 不適用     |                   |      |
| 第十二季 | 國泰人壽 (5)(6)(7)(8)(9)(10)(11)(12)(13)(14)(15)(16)(17)(18)(19) | 中華電信       | 台灣電力 | 台元紡織 | 國泰人壽       | 中華電信   | 台元紡織   | 台灣電力   | 不適用     | 不適用     |                   |      |
| 第十三季 | 國泰人壽 (5)(6)(7)(8)(9)(10)(11)(12)(13)(14)(15)(16)(17)(18)(19) | 台元紡織       | 中華電信 | 台灣電力 | 國泰人壽       | 台元紡織   | 中華電信   | 台灣電力   | 不適用     | 不適用     |                   |      |
| 第十四季 | 國泰人壽 (5)(6)(7)(8)(9)(10)(11)(12)(13)(14)(15)(16)(17)(18)(19) | 中華電信       | 台元紡織 | 台灣電力 | 國泰人壽       | 中華電信   | 台元紡織   | 台灣電力   | 不適用     | 不適用     |                   |      |
| 第十五季 | 國泰人壽 (5)(6)(7)(8)(9)(10)(11)(12)(13)(14)(15)(16)(17)(18)(19) | 台元紡織/ 台元 | 中華電信 | 台灣電力 | 國泰人壽       | 台元紡織   | 中華電信   | 台灣電力   | 不適用     | 不適用     |                   |      |
| 第十六季 | 國泰人壽 (5)(6)(7)(8)(9)(10)(11)(12)(13)(14)(15)(16)(17)(18)(19) | 台元紡織/ 台元 | 台灣電力 | 中華電信 | 國泰人壽       | 台元紡織   | 中華電信   | 台灣電力   | 不適用     | 不適用     |                   |      |
| 第十七季 | 國泰人壽 (5)(6)(7)(8)(9)(10)(11)(12)(13)(14)(15)(16)(17)(18)(19) | 台元紡織/ 台元 | 台灣電力 | 中華電信 | 國泰人壽       | 台元紡織   | 台灣電力   | 中華電信   | 不適用     | 不適用     |                   |      |
| 第十八季 | 國泰人壽 (5)(6)(7)(8)(9)(10)(11)(12)(13)(14)(15)(16)(17)(18)(19) | 台元紡織/ 台元 | 中華電信 | 台灣電力 | 國泰人壽       | 台元紡織   | 中華電信   | 台灣電力   | 不適用     | 不適用     |                   |      |
| 第十九季 | 國泰人壽 (5)(6)(7)(8)(9)(10)(11)(12)(13)(14)(15)(16)(17)(18)(19) | 台元紡織/ 台元 | 台灣電力 | 中華電信 | 台元紡織/ 台元 | 國泰人壽   | 台灣電力   | 中華電信   | 不適用     | 不適用     |                   |      |
| 第二十季 | 國泰人壽 (5)(6)(7)(8)(9)(10)(11)(12)(13)(14)(15)(16)(17)(18)(19) | 台元紡織/ 台元 | 中華電信 | 台灣電力 | 台元紡織/ 台元 | 國泰人壽   | 中華電信   | 台灣電力   | 不適用     | 不適用     |                   |      |

## 參賽隊伍沿革
| 賽季     | 球隊沿革     | 球隊沿革 | 球隊沿革 | 球隊沿革 | 球隊沿革 | 球隊沿革 |
| -------- | ------------ | -------- | -------- | -------- | -------- | -------- |
| 第一季   | 國泰人壽     | 台元纺织 | 台湾電力 | 中華電信 | 不適用   | 不適用   |
| 第二季   | 國泰人壽     | 台元纺织 | 台湾電力 | 中華電信 | 不適用   | 不適用   |
| 第三季   | 國泰人壽     | 台元纺织 | 台湾電力 | 中華電信 | 不適用   | 不適用   |
| 第四季   | 國泰人壽     | 台元纺织 | 台湾電力 | 中華電信 | 佛光大學 | 不適用   |
| 第五季   | 退出本屆賽事 | 台元纺织 | 台湾電力 | 中華電信 | 佛光大學 | 不適用   |
| 第六季   | 國泰人壽     | 台元纺织 | 台湾電力 | 中華電信 | 佛光大學 | 艾柏斯   |
| 第七季   | 國泰人壽     | 台元纺织 | 台湾電力 | 中華電信 | 已退出   | 已解散   |
| 第八季   | 國泰人壽     | 台元纺织 | 台湾電力 | 中華電信 | 已退出   | 已解散   |
| 第九季   | 國泰人壽     | 台元纺织 | 台湾電力 | 中華電信 | 已退出   | 已解散   |
| 第十季   | 國泰人壽     | 台元纺织 | 台湾電力 | 中華電信 | 已退出   | 已解散   |
| 第十一季 | 國泰人壽     | 台元纺织 | 台湾電力 | 中華電信 | 已退出   | 已解散   |
| 第十二季 | 國泰人壽     | 台元纺织 | 台湾電力 | 中華電信 | 已退出   | 已解散   |
| 第十三季 | 國泰人壽     | 台元纺织 | 台湾電力 | 中華電信 | 已退出   | 已解散   |
| 第十四季 | 國泰人壽     | 台元纺织 | 台湾電力 | 中華電信 | 已退出   | 已解散   |
| 第十五季 | 國泰人壽     | 台元纺织 | 台湾電力 | 中華電信 | 已退出   | 已解散   |
| 第十六季 | 國泰人壽     | 台元纺织 | 台湾電力 | 中華電信 | 已退出   | 已解散   |
| 第十七季 | 國泰人壽     | 台元纺织 | 台湾電力 | 中華電信 | 已退出   | 已解散   |
| 第十八季 | 國泰人壽     | 台元纺织 | 台湾電力 | 中華電信 | 已退出   | 已解散   |
| 第十九季 | 國泰人壽     | 台元纺织 | 台湾電力 | 中華電信 | 已退出   | 已解散   |
| 第二十季 | 國泰人壽     | 台元纺织 | 台湾電力 | 中華電信 | 已退出   | 已解散   |

## 台灣女籃特殊文化
由於台灣女籃的資源較少，所以每一個球團皆有建教合作的高中球隊，從小以營養金綁住球員，導致球員的流動率極低。
| 國中                               | 高中               | 大學     | 過往合作學校                                           | WSBL     |
| ---------------------------------- | ------------------ | -------- | ------------------------------------------------------ | -------- |
| 大倫國中、永仁高中國中部、七賢國中 | 淡水商工、永仁高中 | 文化大學 | 北投國小、石牌國小、溪湖國中、淡江中學國中部、石牌國中 | 國泰人壽 |
|                                    | 南山高中           | 臺灣師大 | 海山高中、永仁高中、懷生國中、太子國中                 | 中華電信 |
|                                    |                    | 北市大學 | 安康高中、景興國中、東泰高中、滬江高中、世新大學       | 台元紡織 |
|                                    | 金甌女中           | 世新大學 | 佛光大學、北市大學、普門中學、普門國中                 | 台灣電力 |

## 轉播單位
2013至2017賽季只轉播季後賽，2019賽季首度例行賽完整轉播。
- FOX體育台：2005賽季、2013賽季
- 台視財經台：2006賽季
- 愛爾達體育台：2010賽季、2013賽季、2022賽季
- 緯來電視網：2014-2017賽季、2021–2022賽季、2024賽季
- 壹拾壹體育網：2019–2020賽季
- 智林體育台：2021賽季
- 公視：2021賽季
- BE HEROES：2023–2024賽季

## 比賽場館
- 第一季︰台北體院體育館
- 第二季︰台北體育館
- 第三季︰新莊體育館
- 第四季︰板橋體育館
- 第五季︰板橋體育館
- 第六季︰台北體育館、新莊體育館
- 第七季：新莊體育館
- 第八季：新莊體育館、台北體育館
- 第九季︰板橋體育館
- 第十季︰台北體育館
- 第十一季︰板橋體育館、新莊體育館、台北體育館
- 第十二季︰板橋體育館
- 第十三季︰板橋體育館
- 第十四季︰板橋體育館、台北體育館
- 第十五季︰板橋體育館、台北體育館
- 第十六季︰板橋體育館、新莊體育館、台北體育館
- 第十七季︰板橋體育館、台北體育館
- 第十八季︰板橋體育館、輔仁大學中美堂、新竹市立體育館、國立彰化師範大學體育館、鳳山體育館
- 第十九季︰板橋體育館、新竹市立體育館、彰化縣立體育館、基隆市立體育館
- 第二十季︰板橋體育館、彰化縣立體育館、基隆市立體育館

## 新人選秀
新人選秀會自第十五季開始實施，期間受限於大專條款過渡期，加上制度本身的不完善，導致引起不少爭議。然而各球團與籃協依然沒有主動去充實選秀會制度規則。
108年度各隊可遴選5位建教合作球員、109年度各隊可遴選3位建教合作球員、110年度起不保留，實施前將視當時現況再行研議。
- 報名選秀會資格：

1. 不曾在WSBL各球團註冊、登錄與上場的球員，亦不可與任一球團及相關企業有合約關係。
2. 年滿十八歲或高中畢業，曾經打過高中甲級籃球聯賽或大專籃球聯賽公開女一級的球員。
3. 沒打過高中、大專籃球聯賽，但獲得WSBL球團推薦。
4. 報名參加選秀的新人，都需填寫完全並遵守WSBL選秀會相關規範和約束。

- 選秀會背景：

1. 建立選秀機制與形象。
2. 均衡四支球隊實力與培養新人的立意。

- 選秀會方式：

1. 選秀會依當季例行賽排名，由第四名球隊先選，至第一名球隊，其他依序類推，選秀輪次不設限，直到該輪四隊都放棄挑人為止。

## 歷年獎項名單
| 賽季     | 得分                       | 籃板                       | 助攻                      | 抄截                                              | 阻攻                      |
| -------- | -------------------------- | -------------------------- | ------------------------- | ------------------------------------------------- | ------------------------- |
| 第一季   | 劉君儀 台元；場均 22.43 分 | 劉君儀 台元；場均 11.43 個 | 麥雅惠 電信；場均 4.6 次  | 劉君儀 台元；場均 2.86 次                         | 蔡佩真 台元；場均 2 次    |
| 第二季   | 劉君儀 台元；場均 26 分    | 劉君儀 台元；場均 13.36 個 | 錢薇娟 國泰；場均 5.6 次  | 文祺 電信；場均 2.79 次                           | 林紀妏 台電；場均 1.73 次 |
| 第三季   | 文祺 電信；場均 21.67 分   | 蔡佩真 台元；場均 10.25 個 | 錢薇娟 國泰；場均 4.5 次  | 文祺 電信；場均 2.1 次                            | 林紀妏 台電；場均 2 次    |
| 第四季   | 劉君儀 台元；場均 23.25 分 | 林紀妏 台電；場均 10.69 個 | 文祺 電信；場均 5.56 次   | 文祺 電信；場均 3.06 次                           | 林紀妏 台電；場均 2.19 次 |
| 第五季   | 劉君儀 台元；場均 22.19 分 | 蔡佩真 台元；場均 8.48 個  | 文祺 電信；場均 4.65 次   | 徐千惠 電信；場均 1.86 次                         | 姜鳳君 電信；場均 1.89 次 |
| 第六季   | 劉君儀 台元；場均 22.65 分 | 林紀妏 台電；場均 11.6 個  | 黃凡珊 國泰；場均 3.95 次 | 黃凡珊 國泰；場均 2.75 次                         | 林紀妏 台電；場均 1.95 次 |
| 第七季   | 馬怡鴻 台元；場均 15.5 分  | 蔡佩真 台元；場均 8.75 個  | 黃凡珊 國泰；場均 4.75 次 | 徐千惠 電信；場均 2.25 次                         | 林紀妏 台電；場均 1.67 次 |
| 第八季   | 劉君儀 國泰；場均 16.7 分  | 林紀妏 台電；場均 9.5 個   | 徐千惠 電信；場均 2.9 次  | 徐千惠 電信；場均 2.67 次                         | 林紀妏 台電；場均 1.0 次  |
| 第九季   | 彭詩晴 台元；場均 22.13 分 | 蔡佩真 台元；場均 10.2 個  | 徐千惠 電信；場均 4.53 次 | 徐千惠 電信；場均 2.87 次                         | 蔡佩真 台元；場均 1.33 次 |
| 第十季   | 劉希曄 台元；場均 13.2 分  | 蔡佩真 台元；場均 10.2 個  | 陳萓峰 國泰；場均 4.1 次  | 陳萓峰 國泰；場均 2.0 次 黃品蓁 國泰；場均 2.0 次 | 王維琳 電信；場均 0.9 次  |
| 第十一季 | 吳盈潔 台元；場均 16.5 分  | 蔡佩真 台元；場均 10.1 個  | 黃凡珊 國泰；場均 4.5 次  | 藍浩語 國泰；場均 1.8 次                          | 蔡佩真 台元；場均 1.3 次  |
| 第十二季 | 吳盈潔 台元；場均 20 分    | 蔡佩真 台元；場均 12 個    | 黃凡珊 國泰；場均 3.5 次  | 林仙芳 台電；場均 1.5 次 林育庭 國泰；場均 1.5 次 | 林紀妏 台電；場均 1.4 次  |
| 第十三季 | 吳盈潔 台元；場均 18.7 分  | 蔡佩真 台元；場均 10.6 個  | 黃凡珊 國泰；場均 4.2 次  | 黃英利 國泰；場均 2.1 次                          | 陳鈺君 國泰；場均 0.9 次  |
| 第十四季 | 陳薇安 國泰；場均 17.9 分  | 黃湘婷 電信；場均 9.5 個   | 陳萓峰 台元；場均 5.3 次  | 徐千惠 電信；場均 2.2 次                          | 黃湘婷 電信；場均 1.4 次  |
| 第十五季 | 林育庭 國泰；場均 16.0 分  | 蔡佩真 台元；場均 5.3 個   | 黃凡珊 國泰；場均 6.8 次  | 羅蘋 國泰；場均 2.1 次                            | 陳薇安 國泰；場均 1.1 次  |
| 第十六季 | 林文佑 台元；場均 17.6 分  | 蔡佩真 台元；場均 10.6 個  | 黃凡珊 國泰；場均 5.0 次  | 陳孟欣 台電；場均 2.1 次 羅蘋 國泰；場均 2.1 次   | 劉昕妤 台電；場均 1.3 次  |
| 第十七季 | 林蝶 台元；場均 17.5 分    | 林蝶 台元；場均 14.1 個    | 黃凡珊 國泰；場均 4.6 次  | 陳薇安 國泰；場均 2.1 次                          | 陳薇安 國泰；場均 1.1 次  |
| 第十八季 | 林蝶 台元；場均 15.5 分    | 林蝶 台元；場均 11.5 個    | 彭曉彤 台元；場均 5.0 次  | 鄭伊秀 國泰；場均 1.9 次                          | 黃湘婷 電信；場均 0.8 次  |
| 第十九季 | 廖瑋晴 台電；場均 13.0 分  | 王維琳 台電；場均 8.1個    | 陳孟欣 國泰；場均 4.9 次  | 黃沁瑜 台電；場均 2.0 次                          | 蕭豫玟 國泰；場均 1.1 次  |
| 第二十季 | 瑪麗 台電；場均 13.9 分    | 戴維森 國泰；場均 10.3個   | 陳孟欣 國泰；場均 4.7 次  | 黃沁瑜 台電；場均 2.1 次                          | 瑪麗 台元；場均 1.7 次    |

## 票選個人獎項
年度最有價值球員（簡稱「MVP」）與其他大部分獎項得主是由採訪WSBL的記者媒體票選產生。
| 賽季     | 最佳教練    | 年度 MVP    | 總冠軍 FMVP | 年度第一隊                                             | 年度 第六人 | 年度 防守球員 | 最佳新人    | 年度 進步獎 |
| -------- | ----------- | ----------- | ----------- | ------------------------------------------------------ | ----------- | ------------- | ----------- | ----------- |
| 第十五季 | 鄭慧芸 國泰 | 林育庭 國泰 | 陳鈺君 國泰 | 林育庭國泰 鄭伊秀國泰 彭曉彤台元 劉希曄台電 黃湘婷電信 | 林玉書 電信 | 蔡佩真 台元   | 楊芷瑜 台電 | 林文佑 台元 |
| 第十六季 | 邱啟益 台元 | 林文佑 台元 | 鄭伊秀 國泰 | 林文佑台元 黃湘婷電信 劉希曄台電 林育庭國泰 彭曉彤台元 | 羅蘋 國泰   | 蔡佩真 台元   | 陳孟欣 台電 | 林文佑 台元 |
| 第十七季 | 邱啟益 台元 | 林蝶 台元   | 不適用      | 林蝶台元 黃湘婷電信 陳薇安國泰 林育庭國泰 彭曉彤台元   | 楊芷瑜 台電 | 陳薇安 國泰   | 林蝶 台元   | 林玉書 電信 |
| 第十八季 | 邱啟益 台元 | 鄭伊秀 國泰 | 林育庭 國泰 | 不適用                                                 | 黃英利 台元 | 不適用        | 徐詩涵 電信 | 不適用      |
| 第十九季 | 陳萓峰 台電 | 林蝶 台元   | 喬治 國泰   | 不適用                                                 | 黃英利 台元 | 不適用        | 廖瑋晴 台電 | 不適用      |
| 第二十季 | 邱啟益 台元 | 黃鈴娟 國泰 | 喬治 國泰   | 不適用                                                 | 蕭豫玟 國泰 | 不適用        | 宋瑞蓁 台電 | 不適用      |

## 比賽特殊數據紀錄
- 2009年3月16日，台元紡織對上中華電信，劉君儀達成首位WSBL個人生涯1000得分。
- 2010年4月21日，中華電信對上台元紡織，文祺達成WSBL個人生涯1000得分（聯盟第2位）。
- 2010年4月23日，台灣電力對上台元紡織，林紀妏達成WSBL個人生涯1000得分（聯盟第3位）。
- 2010年4月29日，中華電信對上台元紡織，文祺達成首位WSBL個人生涯300助攻。
- 2011年1月13日，台元紡織對上國泰人壽，蔡佩真達成WSBL個人生涯1000得分（聯盟第4位）。
- 2011年2月22日，台元紡織對上中華電信，麥雅惠達成WSBL個人生涯300助攻（聯盟第2位）。
- 2011年3月28日，台元紡織對上台灣電力，劉君儀達成首位WSBL個人生涯2000得分。
- 2011年3月31日，國泰人壽對上台元紡織，錢薇娟達成WSBL個人生涯300助攻（聯盟第3位）。
- 2018年1月7日，中華電信對上台元紡織，黃虹瑛達成WSBL個人生涯1000得分（聯盟第5位）。
- 2019年3月12日，台元紡織對上中華電信，劉君儀達成WSBL個人生涯3000得分（聯盟第1位）。
- 2020年5月9日，中華電信對上台元紡織，陽詩慧達成WSBL個人生涯1000得分（聯盟第6位）。
- 2020年5月10日，國泰人壽對上中華電信，藍浩語達成WSBL個人生涯300顆3分球（聯盟第1位）
- 2020年6月13日，國泰人壽對上台灣電力，黃凡珊達成WSBL個人生涯1000得分（聯盟第7位）。

## 數據里程碑
- 最長連敗: 台灣電力女子籃球隊：跨季42連敗（2017年3月2日至2020年5月14日）
- 最長連勝: 國泰人壽女子籃球隊：跨季57連勝

## 外部連結
- 官方网站
- 女子超級籃球聯賽的Facebook專頁